# Jean-Claude Lebaube

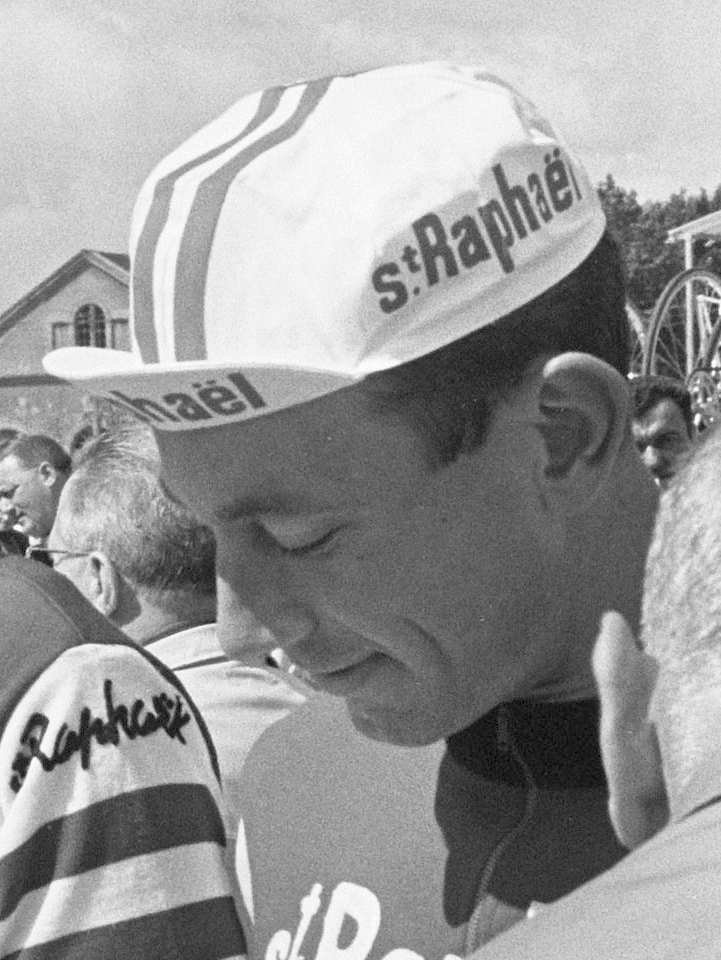
Jean-Claude Lebaube (1964)

Jean-Claude Lebaube (* 22. Juli 1937 in Renneville (Eure); † 2. Mai 1977 in Verneuil-sur-Avre) war ein französischer Radrennfahrer.

## Sportliche Laufbahn
Lebaube war Straßenradsportler. Als Amateur wurde er 1959 Vize-Meister im Straßenrennen. 1960 wurde er Zweiter der Route de France hinter Marc Huiart. Die Tunesien-Rundfahrt 1961 gewann Lebaube vor Hans Scheibner aus der DDR. Auch in der Tour du Loir-et-Cher war er erfolgreich und gewann eine Etappe. Dazu kam ein Etappenerfolg in der Tour de l’Avenir. In der Meisterschaft der Unabhängigen belegte er den 2. Platz.
Lebaube wurde 1961 Unabhängiger und im Verlauf der Saison dann Berufsfahrer im Radsportteam Saint-Raphaël. Er blieb bis 1970 aktiv.
Seinen ersten Sieg als Radprofi holte er 1963 im Etappenrennen Tour du Sud-Est, wobei er das Einzelzeitfahren gewinnen konnte. 1964 gewann er das Rennen Manche–Océan und eine Etappe im Critérium du Dauphiné libéré. 1965 wurde er Zweiter der Luxemburg-Rundfahrt hinter Vincent Denson, er gewann das Zeitfahren. 1965 war er in der Rundfahrt Boucles pertuisiennes mit einem Etappensieg erfolgreich.
Zweite Plätze holte er im Grand Prix du Parisien 1961, in der Trophée des Grimpeurs und im Grand Prix des Nationes (hinter Ferdinand Bracke) 1962 sowie im Grand Prix de Plouay 1968 hinter Jean Jourden.
Siebenmal startete er in der Tour de France. 1962 wurde er 11., 1964 4., 1965 5., 1967 23. und 1969 46. des Endklassements. 1964 und 1966 schied er aus. In der Vuelta a España 1965 belegte er den 12. Platz.